# Jane Goodall

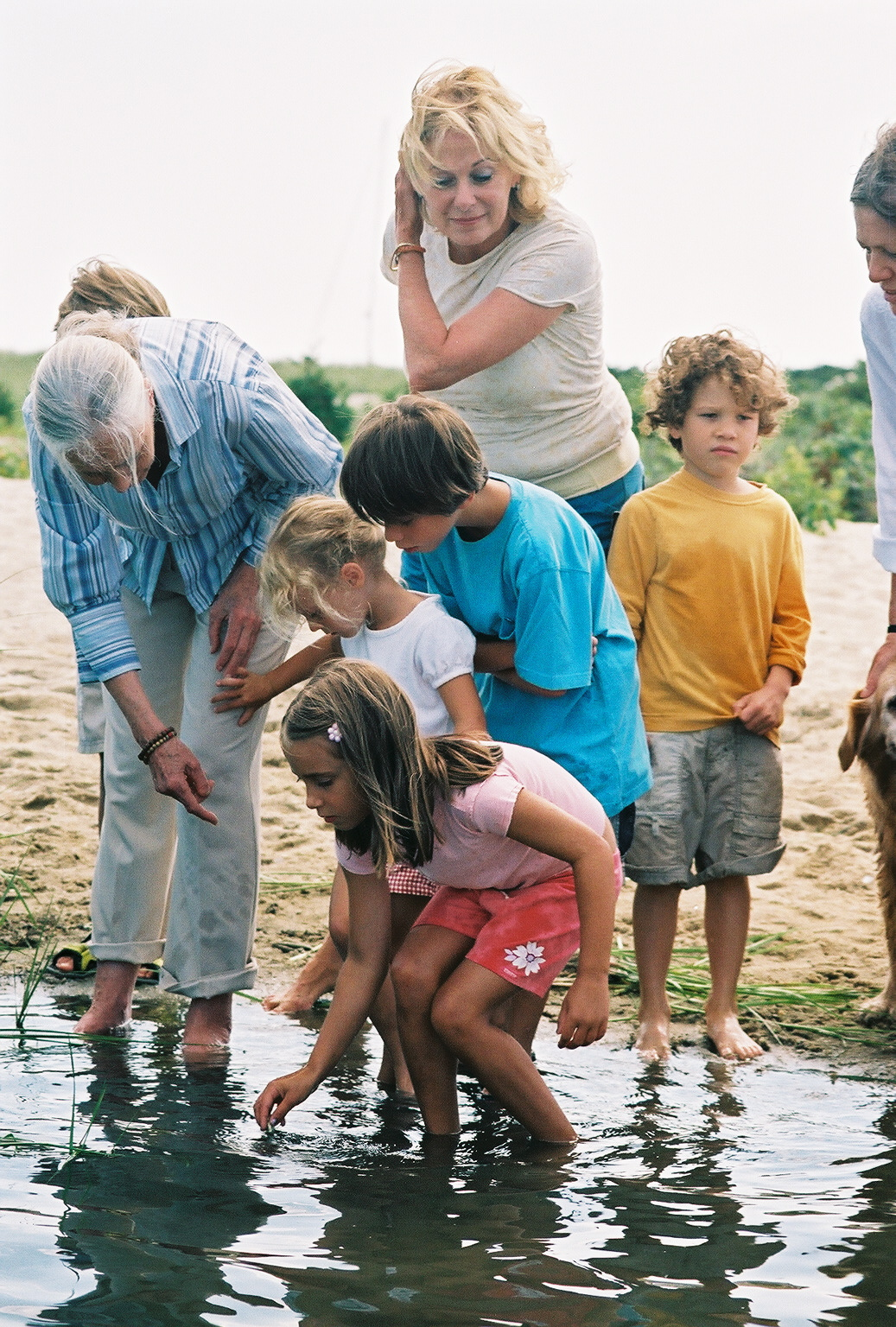
Jane Goodall tv, undervisar barn om våtmarker vid Martha's Vineyard 2006

Jane Morris Goodall, tidigare baronessan Jane van Lawick-Goodall, född Valerie Jane Morris-Goodall den 3 april 1934 i London, är en brittisk primatolog, etolog och antropolog, som räknas bland världens främsta experter på schimpanser.

## Biografi
Som barn fick Goodall en leksaksschimpans av sin mor, som hon kallade Jubilee och som var hennes mest älskade ägodel.
Hon kom till Afrika första gången 1957 då hon besökte en väns farm i Kenya. Hon stannade kvar och började arbeta på kontor. Hon tog kontakt med arkeologen Louis Leakey i Nairobi, och började arbeta som hans sekreterare på Naturhistoriska museet. Hon fick senare följa med honom och hans hustru Mary Leakey på resor till Olduvai i Tanzania, vilket motiverade henne att återvända till London för att vidareutbilda sig om primaters anatomi och beteenden.
Goodall samlade ihop forskningsmedel och återvände 1960 tillsammans med sin mor till Gombe Stream nationalpark i Tanzania. En av hennes första – och viktigaste – upptäckter var att schimpanser kan använda redskap, till exempel anpassade grenar för att komma åt termiter. När hennes handledare Louis Leakey hörde talas om upptäckten, menade han att vi måste omdefiniera redskap, omdefiniera människan, eller acceptera schimpanser som människor.
Samma år upptäckte hon också att schimpanser jagade, dödade och åt andra djur. Dittills hade den allmänna uppfattningen varit att schimpanser var vegetarianer, med undantag för myrätande. Många förvånades över schimpansernas våldsamhet och att de även gav sig på och brutalt dödade sina egna.
Leakey såg till att Goodall från 1961 fick möjlighet att studera vidare vid universitetet i Cambridge, där hon 1966 doktorerade i etologi vid Newnham College med avhandlingen Behaviour of free-living chimpanzees.
Goodall namngav de individer hon studerade, något som inte var den gängse metoden. Hon utfodrade sina studieobjekt med bananer för att komma dem nära, något som på senare tid har kommit att kritiseras, och somliga menar att det kan ha påverkat bland annat resultaten om schimpansers aggressivitet.
1977 grundade hon Jane Goodall Institute  och 1991 Roots & Shoots. Hon är beskyddare för den brittiska organisationen Population Matters.
1971 kom hennes uppmärksammade bok In The Shadow of Man, den finns sedan april 2021 för första gången på Svenska I människans skugga i översättning av Lisa Sjösten.

## Utmärkelser
Goodall promoverades till hedersdoktor till Carl von Linnés minne vid Uppsala universitets Linnépromotion den 26 maj 2007.
År 2015 tilldelades hon priset "The Fragile Rhino" och utmärkelsen "The Conservationist of the Year" av den svenska organisationen The Perfect World Foundation.
- Asteroiden 7175 Janegoodall är uppkallad efter henne.[16]

- J. Paul Getty Award for Conservation Leadership,  1984[17]
- Gregor Mendel-medaljen,  1987[18]
- Society of Woman Geographers guldmedalj,  1990[19]
- Kyotopriset i grundforskning,  1990[20]
- Edinburgh Medal,  1991[21]
- Hedersdoktor vid Universitetet i Miami,  14 maj 1993[22]
- Hubbard-medaljen,  1995
- William Procter-priset för vetenskapliga bedrifter,  1996[23]
- Tyler Prize for Environmental Achievement,  1997[24]
- Huxley Memorial Medal,  2002[25]
- Prinsessan av Asturiens pris för teknisk och vetenskaplig forskning,  2003
- Benjamin Franklin-medaljen,  2003[26]
- Dame Commander av Brittiska imperieorden,  2004
- Nierenberg Prize,  2004[27]
- Hedersdoktor vid Syracuse University,  2005
- Officer av Hederslegionen,  17 januari 2006
- Hedersdoktor vid University of Toronto,  2007
- Prix Giles,  2014
- President's Medal,  2014[28]
- Kataloniens internationella pris,  2015[29]
- Internationella Cosmospriset,  2017[30]
- Hedersdoktor vid Universidad Complutense,  2018[31]
- Hedersdoktor vid Zürichs universitet,  2020
- Hedersdoktor vid Hasselts universitet,  12 november 2020[32]
- Officer av Oranien-Nassauorden,  20 april 2023[33][34]
- Honoris causa,  april 2024[35]
- Presidentens frihetsmedalj,  4 januari 2025[36]
- Hedersdoktor vid Universidad de Alicante
- Hedersdoktor vid Haifa Universitet
- Zoological Society of Londons silvermedalj
- Genesis Award

[Redigera Wikidata]

## Böcker på svenska[37]
- I människans skugga (1971)
- Schimpansungar (1989)
- Det finns hopp (2000) (med Phillip Berman)